# Пыжуг
Пыжуг — река в России, протекает в Кичменгско-Городецком районе Вологодской области. Устье реки находится в 240 км по левому берегу реки Юг. Длина реки составляет 57 км, площадь бассейна - 272 км².
Исток реки находится на Северных Увалах к северу от болота Пыжугское в 30 км к северо-востоку от села Кичменгский Городок. Генеральное направление течения — юг, русло сильно извилистое. В верхнем течении течёт по ненаселённому холмистому лесному массиву, в среднем течении протекает посёлок Лаптюг, в нижнем течении - деревни Подволочье, Подгорка, Жуково, Слобода, Бараново, Находка, Подол, Княжигора. Притоки — Боровица, Лаптюг (правые); Большая Семёновка, Минеевка, Алексеевка (левые). Ширина реки в нижнем течении составляет около 25 метров. Впадает в Юг в 3 км к востоку от центра села Кичменгский Городок у деревни Княжигора.

## Данные водного реестра
По данным государственного водного реестра России и геоинформационной системы водохозяйственного районирования территории РФ, подготовленной Федеральным агентством водных ресурсов:
- Бассейновый округ — Двинско-Печорский;
- Речной бассейн — Северная Двина;
- Речной подбассейн — Малая Северная Двина;
- Водохозяйственный участок — Юг;
- Код водного объекта — 03020100212103000010934.